# Paw Henriksen
Paw Henriksen (født 3. april 1975), er en dansk skuespiller, der siden 1994 har medvirket i en række film og tv-serier. Han har blandt andet medvirket i tv-serierne Hotellet, Krøniken & Anna Pihl.
Han er uddannet på Statens Teaterskole.

## Udvalgt filmografi
- 1994 – Vildbassen
- 1996 – Tøsepiger
- 2003 – Bagland
- 2003 – Møgunger
- 2003 – Regel nr. 1
- 2004 – Brødre
- 2004 – Lad de små børn
- 2005 – Nordkraft
- 2005 – Kinamand
- 2005 – Ambulancen
- 2005 – Anklaget
- 2005 – Far til fire - gi'r aldrig op
- 2006 – 1:1
- 2007 – En mand kommer hjem
- 2007 – Karlas kabale
- 2008 – Gaven
- 2009 – Monsterjægerne
- 2010 – Hævnen
- 2014 − Familien Jul
- 2016 - Familien Jul 2
- 2016 - Der kommer en dag
- 2016 - Kærlighed og andre katestrofer
- 2017 - Mens vi lever
- 2017 - Så længe jeg lever

### Tv-serier
- 2000–2002 – Hotellet (i rollen som Nikolaj Faber)
- 2004 – Krøniken (i rollen som lægen Morten, afsnit 14, 16, 21)
- 2006–2007 – Anna Pihl (i rollen som Kim G. Blomberg, afsnit 1-30)
- 2014 – Tidsrejsen (tv-julekalender, i rollen som Sofies unge bedstefar i 1984)
- 2017 - Mercur (i rollen som trommeslager Mogens Lundvig)
- 2017 - Tinkas juleeventyr (tv-julekalender, i rollen som Bjergi)
- 2017 - Broen IIII (et afsnit)
- 2019 - Tinka og Kongespillet (tv-julekalender, i rollen som Bjergi)